# Любанское городское поселение

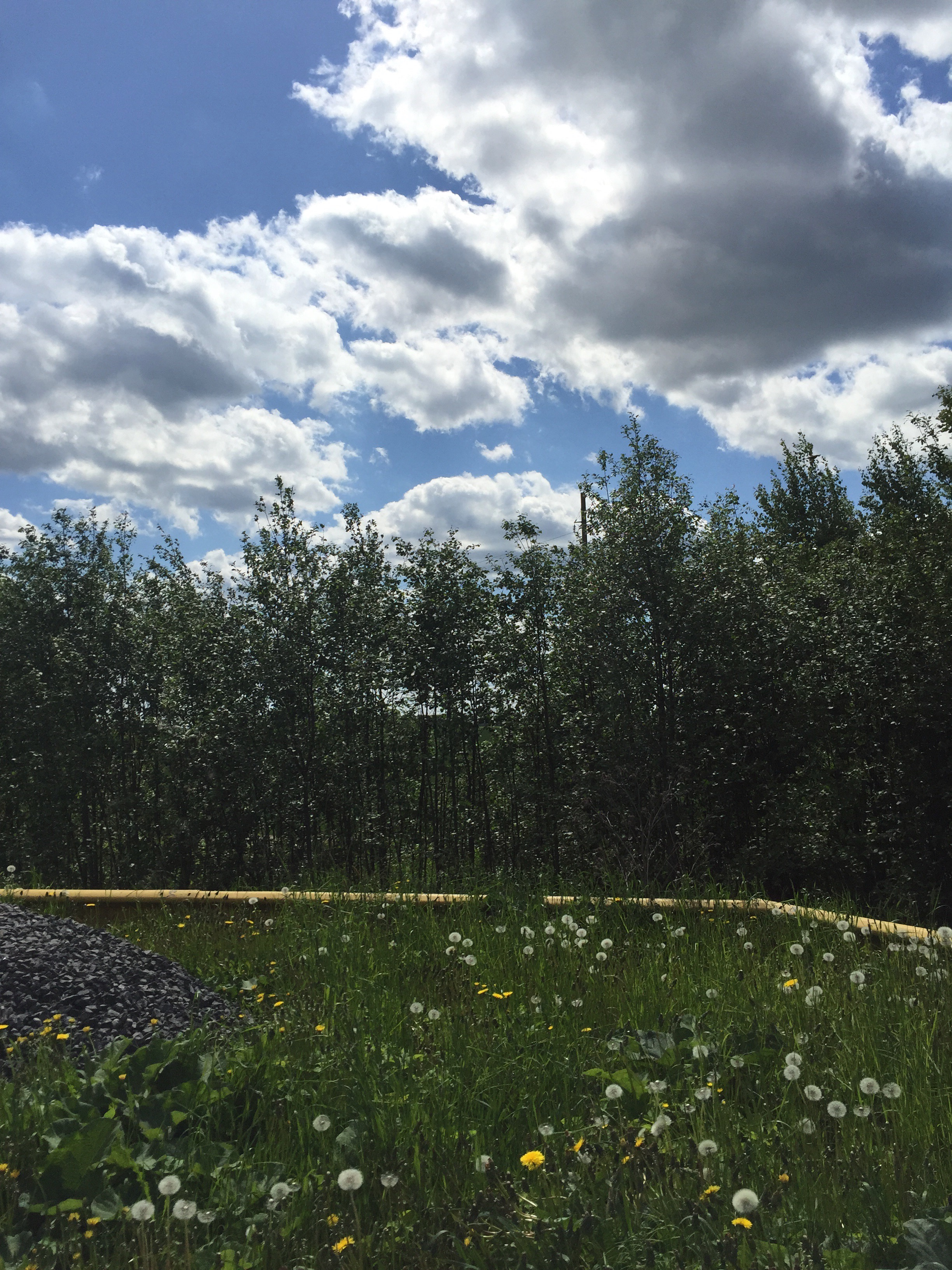
Автодорога «Россия»
в Любанском городском поселении

Люба́нское городско́е поселе́ние — муниципальное образование в Тосненском районе Ленинградской области.
Административный центр — город Любань.

## Географическое положение
Поселение находится в юго-восточной части Тосненского района.
Граничит:
- на севере — с Кировским районом Ленинградской области
- на востоке — с Трубникоборским сельским поселением
- на юге — с Новгородской областью
- на западе — с Лисинским сельским поселением, Тосненским городским поселением и Рябовским городским поселением
- на северо-западе — с Шапкинским сельским поселением

По территории поселения проходят автодороги:
- М10 (E 105) «Россия» (Москва — Санкт-Петербург)
- М11 (Скоростная автомобильная дорога Москва — Санкт-Петербург)
- 41А-004 (Павлово — Мга — Луга)
- 41К-172 (Смердыня — Липки)
- 41К-838 (подъезд к дер. Сельцо)
- 41К-839 (подъезд к дер. Сустье-Конец)
- 41К-844 (Смердыня — Чудской Бор)
- 41К-845 (Любань — Коркино)

Расстояние от административного центра поселения до районного центра — 30 км.
А также железнодорожная линия Санкт-Петербург — Москва.

## История
Любанское городское поселение образовано 1 января 2006 года в соответствии с областным законом № 116-оз от 22 декабря 2004 года «Об установлении границ и наделении соответствующим статусом муниципального образования Тосненский муниципальный район и муниципальных образований в его составе». В его состав вошли город Любань, бывшие Любанская и Сельцовская волости.

## Население
| 2006  | 2010  | 2011  | 2012  | 2013  | 2014  | 2015  |
| ----- | ----- | ----- | ----- | ----- | ----- | ----- |
| 9900  | ↘9411 | ↘9392 | ↗9648 | ↗9745 | ↗9879 | ↗9957 |
| 2016  | 2017  | 2018  | 2019  | 2020  | 2021  | 2023  |
| ↘9831 | ↘9810 | ↘9780 | ↘9751 | ↘9650 | ↘9048 | ↘8833 |
| 2024  | 2025  |       |       |       |       |       |
| ↘8622 | ↘8592 |       |       |       |       |       |

## Состав
В состав поселения входят 26 населённых пунктов:
| №  | Населённый пункт   | Тип населённого пункта        | Население    |
| -- | ------------------ | ----------------------------- | ------------ |
| 1  | Болотница          | деревня                       | →28 (2017)   |
| 2  | Большое Переходное | деревня                       | →44 (2017)   |
| 3  | Бородулино         | деревня                       | →87 (2017)   |
| 4  | Васькины Нивы      | деревня                       | →8 (2017)    |
| 5  | Вериговщина        | деревня                       | →30 (2017)   |
| 6  | Заволожье          | деревня                       | →15 (2017)   |
| 7  | Ивановское         | деревня                       | →50 (2017)   |
| 8  | Ильинский Погост   | деревня                       | →15 (2017)   |
| 9  | Кирково            | деревня                       | →49 (2017)   |
| 10 | Коркино            | деревня                       | →186 (2017)  |
| 11 | Костуя             | деревня                       | →60 (2017)   |
| 12 | Красная Дача       | посёлок                       | →241 (2017)  |
| 13 | Липки              | деревня                       | →49 (2017)   |
| 14 | Любань             | город, административный центр | ↘4255 (2025) |
| 15 | Любань             | посёлок                       | →1519 (2017) |
| 16 | Майзит             | хутор                         | →25 (2017)   |
| 17 | Малое Переходное   | деревня                       | →30 (2017)   |
| 18 | Новинка            | деревня                       | →99 (2017)   |
| 19 | Обуховец           | посёлок                       | →116 (2017)  |
| 20 | Пельгора           | деревня                       | →13 (2017)   |
| 21 | Попрудка           | деревня                       | →25 (2017)   |
| 22 | Рамцы              | деревня                       | →26 (2017)   |
| 23 | Русская Волжа      | деревня                       | →19 (2017)   |
| 24 | Сельцо             | посёлок                       | →2440 (2017) |
| 25 | Сустье-Конец       | деревня                       | →37 (2017)   |
| 26 | Ямок               | деревня                       | →12 (2017)   |

Постановлением правительства Российской Федерации от 27 февраля 1999 года новому посёлку присвоено наименование Обуховец.